# Alastor braunsi
Alastor braunsi är en stekelart som beskrevs av Meade-waldo 1913. Alastor braunsi ingår i släktet Alastor och familjen Eumenidae. Inga underarter finns listade i Catalogue of Life.